# Копонс-и-Навиа, Франсиско
Франсиско де Паула Мария Басо Копонс-и-Навиа (21 августа 1764, Малага — 18 сентября 1842, Мадрид) был испанским военным и политиком.

## Военная карьера
После изучения математики, фортификации и тактики в военной академии Эль-Пуэрто-де-Санта-Мария в Кадисе, в 1784 году он поступил на службу в армию. Участвовал в войне 1793—1795 годов против Франции и в Пиренейских войнах 1808—1814 годов. Он отличился в битве при Байлене в 1808 году, а затем в осаде Тарифы в 1811—1812 годах. В 1809 году, после битвы при Уклесе, получил звание бригадира, а в 1810 звание фельдмаршала. В феврале 1814 года был назначен генерал-капитаном Каталонии и установил перемирие с маршалом Сюше, который командовал французскими войсками в Каталонии.

## Политическая карьера
В марте 1814 года генерал Копонс встречал короля Испании Фердинанда VII, освобождённого из плена во Франции. Он сопровождал короля через реку Флувия, ознакомил его с Кадисской конституцией и сопровождал в поездке по Каталонии. Поскольку Копонс положительно высказывался о Кадисской конституции, которую король хотел отменить, он был арестован в Байонне в ночь с 4 на 5 июня 1814 года. После заключения в Сигуэнсе Копонс был отдан под суд. Он был освобождён 9 апреля 1816 года.
В 1817 году он женился на Марии Раймунде Тимотея д’Аспрер и д’Аспрер Каналь.
В мае 1818 года Копонс был назначен гражданским и военным губернатором Барселоны. Во время реставрации абсолютизма в 1820—1823 гг. Копонс был вновь арестован в 1820 году во время переворота, осуществлённого генералом Рафаэлем дель Риего. Реабилитированный после победы либеральной хунты, 9 июня 1821 года он был назначен гражданским губернатором Мадрида. 7 августа 1822 года он был назначен генерал-капитаном Кастилья-ла-Нуэва. 11 февраля 1823 участвовал в подавлении восстания абсолютистов в Севилье.
Фердинанд VII, который должен был дать согласие на восстановление конституции 1812 года, вместо этого заручился поддержкой от французской военной экспедиции, присланной королём Франции Людовиком XVIII. Это позволило ему восстановить абсолютизм в октябре 1823 года. Копонс, снова став жертвой абсолютистской реакции, был отстранён от всех должностей и потерял зрение. Он был помилован в 1827 году, в 1833 году восстановлен в звании генерал-лейтенанта, а в 1836 году удостоен титула графа Тарифы. Скончался в Мадриде в 1842 году.